# Carduncellus monspelliensium
El cardo arzolla  (Carduncellus monspellium All.), comúnmente conocido como Cardillo, es una especie de la familia de las asteráceas. 

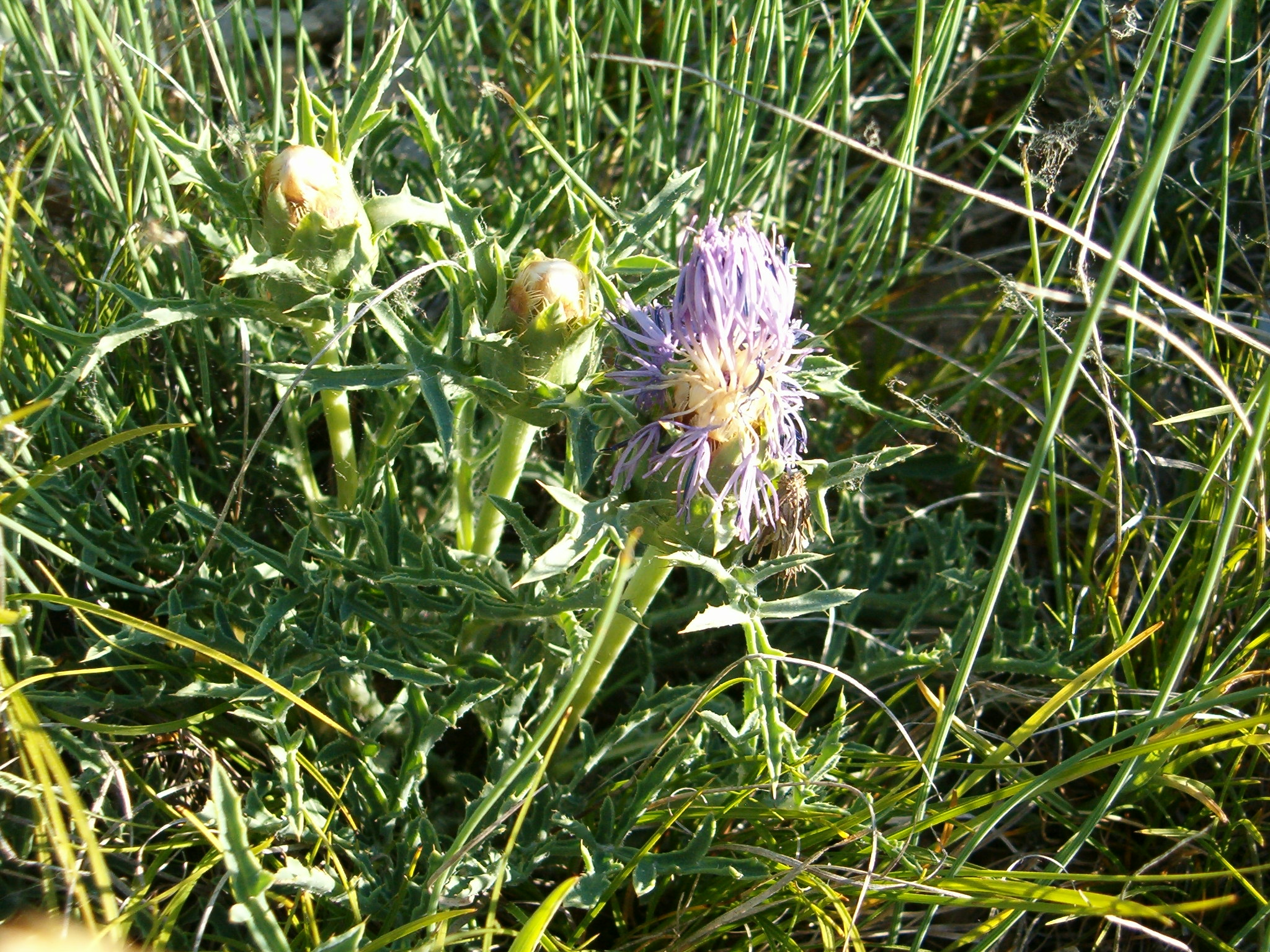
En su hábitat

## Descripción
El cardillo de no más de 20 cm de altura es una herbácea vivaz de hojas un tanto tiesas y coriáceas, divididas en lóbulos desiguales y espinosos.
Las flores son tubulares, de 2,5 cm de largo, de color azul violáceo y se agrupan en un involucro formado por brácteas también coriáceas y espinosas; las externas de figura similar a la de las hojas basales.
Los frutos son aquenios con cuatro ángulos punteados, con vilano de pelos mucho más largos que el propio fruto. Florece desde finales de primavera hasta mediados del verano.

## Distribución y hábitat
Es un taxón endémico de la península ibérica, Francia e Italia (donde parece que está extinto).
Crece en terrenos secos y despejados, preferentemente calizos

## Propiedades
- Indicaciones: en aplicaciones tópicas como cicatrizante de heridas, para el ganado y el hombre; uso interno como purgante.[3]

## Taxonomía
Carduncellus monspelliensium fue descrito por Carlo Allioni y publicado en Fl. Pedem., vol. 1, p. 154, 1785 Archivado el 4 de marzo de 2016 en Wayback Machine.
Etimología
Carduncellus: diminutivo del latín Cardǔus, -i, el cardo. 
monspelliensium: epíteto latino que significa "de Montpellier".
Sinonimia:
- Carduncellus monspeliensium All. - ort. var.
- Carduncellus carduncellus (L.) Huth, nom. illeg.
- Carduncellus vulgaris Loudon
- Carthamus acaulis Steud.
- Carthamus carduncellus L.
- Cnicus longifolius Lam. nom. illeg.
- Cynara pygmaea Willd.[6]

## Nombres comunes
- Castellano: agarzolla, arzolla (3), cabecita, cardillo, cardo, cardo arzolla (8), cardo azul, cardo de arzolla, cardo de azolla, cardo de la arzolla, cardo laholla, cardo lazoya, garzolla, lozoya (2), zolla, zoya. Las cifras entre paréntesis indican la frecuencia de uso del vocablo en España.[7]